# Issus
Issus  (лат.) — род равнокрылых цикадовых насекомых из семейства Issidae (Fulgoroidea, Homoptera). Более 30 видов.

## Распространение
Палеарктика, в Средиземноморье встречается большинство видов.

## Описание
Передние крылья без гипокостальной пластини. Метопе (лоб) в верхней части с горизонтальным поперечным килем. Форма тела компактная, голова короткая и широкая. Крылья развиты, надкрылья плотные, короткие. Ноги короткие и крепкие.
Среди растений хозяев на которых они развиваются отмечены: 
Alnus sp. (Fagales, Betulaceae), Artemisia sp. (Asterales, Asteraceae), Corylus avellana L. (Betulaceae), Quercus (Fagaceae), Salix sp. (Malpighiales, Salicaceae).
У вида Issus coleoptratus в конечностях была обнаружена зубчатая передача и в результате эту цикадку журнал «Science» назвал «беспозвоночным года» (2013).
- Issus analis Brullé, 1832
- Issus bellardi Melichar, 1906
- Issus bimaculatus Melichar, 1906
- Issus cagola Remane, 1985
- Issus cagracala Remane, 1985
- Issus cahipi Remane 1985
- Issus canalaurisi Sergel, 1986
- Issus canariensis  Melichar, 1906
- Issus capala  Remane 1985
- Issus capapi  Remane1985
- Issus cinereus (Olivier, 1791)
- Issus climacus Fieber, 1876
- Issus coleoptratus (Fabricius, 1781)
- Issus distinguendus Lindberg, 1954
- Issus fieberi Melichar 1906
- Issus fissala Fieber  1876
- Issus gracalama  Remane, 1985
- Issus gratehigo  Remane, 1985
- Issus hipidus  Remane, 1985
- Issus lauri  Ahrens, 1818
- Issus maderensis  Lindberg, 1956
- Issus muscaeformis  (Schrank, 1781)
- Issus padipus  Remane, 1985
- Issus paladitus  Remane, 1985
- Issus palama  Remane, 1985
- Issus pallipes  Lucas, 1853
- Issus pospisili  Dlabola, 1958
- Issus rarus  Lindberg, 1954
- Issus truncatus  Fieber, 1876